# Проданий апетит
«Проданий апетит» (інша назва: «Філантроп») — радянський науково-фантастичний художній фільм 1928 року, знятий режисерами Миколою Охлопковим і Йосипом Роною на ВУФКУ. Фільм не зберігся.

## Сюжет
За мотивами однойменного памфлету Поля Лафарга. Неабияк переївши, ненажера-мільйонер зрозумів, що занапастив свій шлунок. Найнятий учений — професор Фукс — пропонує новий хірургічний спосіб лікування, який би дозволив розділити процеси насичення і травлення. Для цього необхідно знайти здорову людину, яка погодилася б надати шлунок. Її знайшли, і невдовзі мільйонер демонстрував фантастичні здібності поглинання їжі. Болісні відчуття перевантаженого шлунка відчував при цьому не ненажера, а безробітний шофер.

## У ролях
- Амвросій Бучма — Еміль
- Марк Цибульський — банкір Раппе
- Анісім Суслов — Бідатр, ресторатор
- А. Гвоздєва — дружина Бідатра
- Марія Дюсиметьєр — Жанна
- Іван Маліков-Ельворті — Жиго, фінінспектор
- Володимир Лісовський — професор Фукс
- А. Бєлов — 1-й ненажера
- Анастасій Симонов — 2-й ненажера
- Борис Шелестов-Заузе — лакей
- Тетяна Тарновська — повія
- Анастасія Кожевникова — буфетниця
- Георгій Ортоболевський — церемоніймейстер
- Т. Кочкіна — відвідувачка
- Борис Тамарін — епізод
- Ганна Нікрітіна — дівчина, що кидається в річку
- Георгій Петровський — епізод

## Знімальна група
- Режисери — Микола Охлопков, Йосип Рона
- Сценаристи — Анатолій Марієнгоф, Микола Ердман
- Оператор — Йосип Рона
- Художники — Георгій Байзенгерц, Борис Ердман